# Thorildsplan

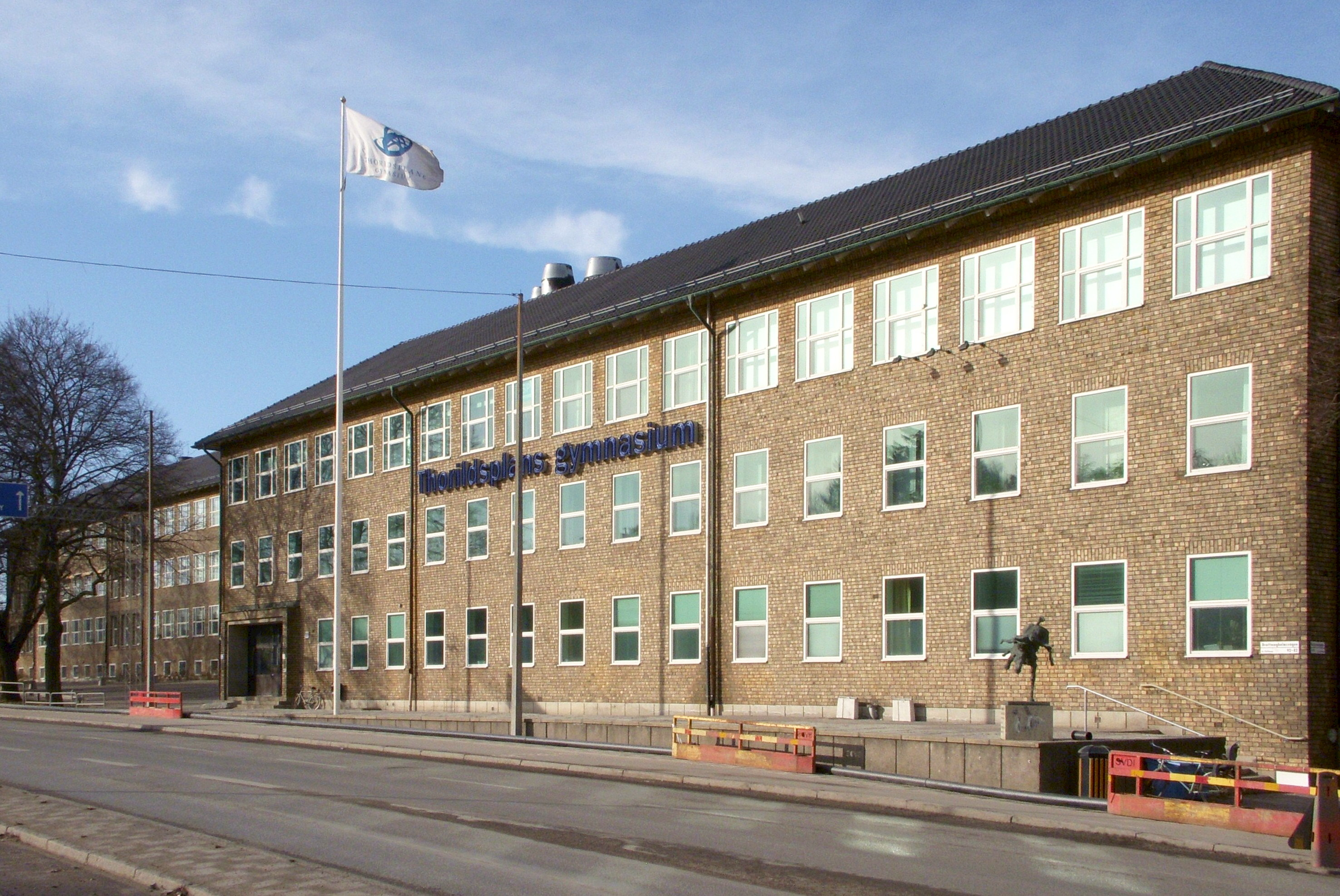
Thorildsplans gymnasium med sin fasad mot Drottningholmsvägen.

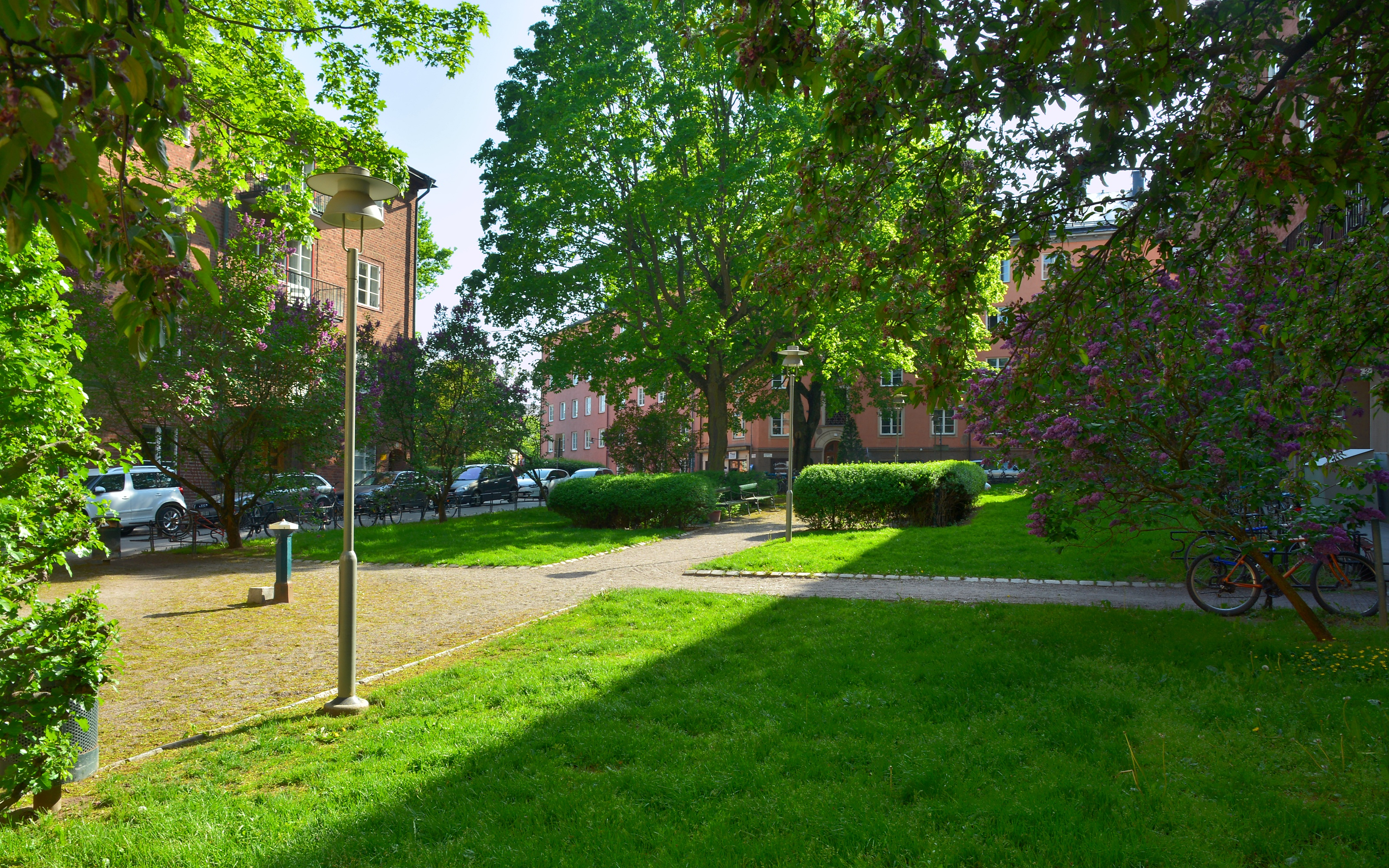
Thorildsplan.

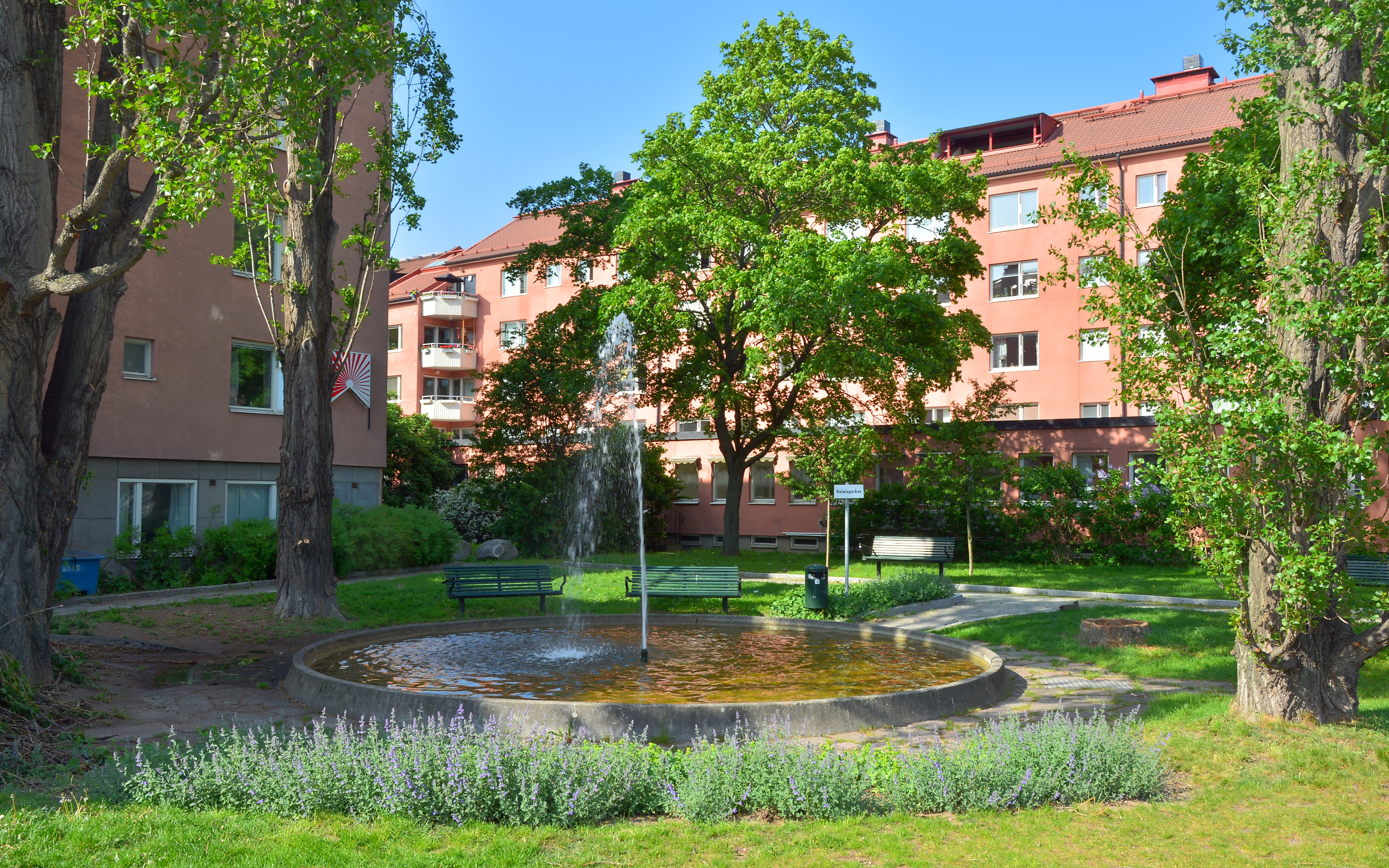
Holmia park vid Thorildsplan på Kungsholmen.

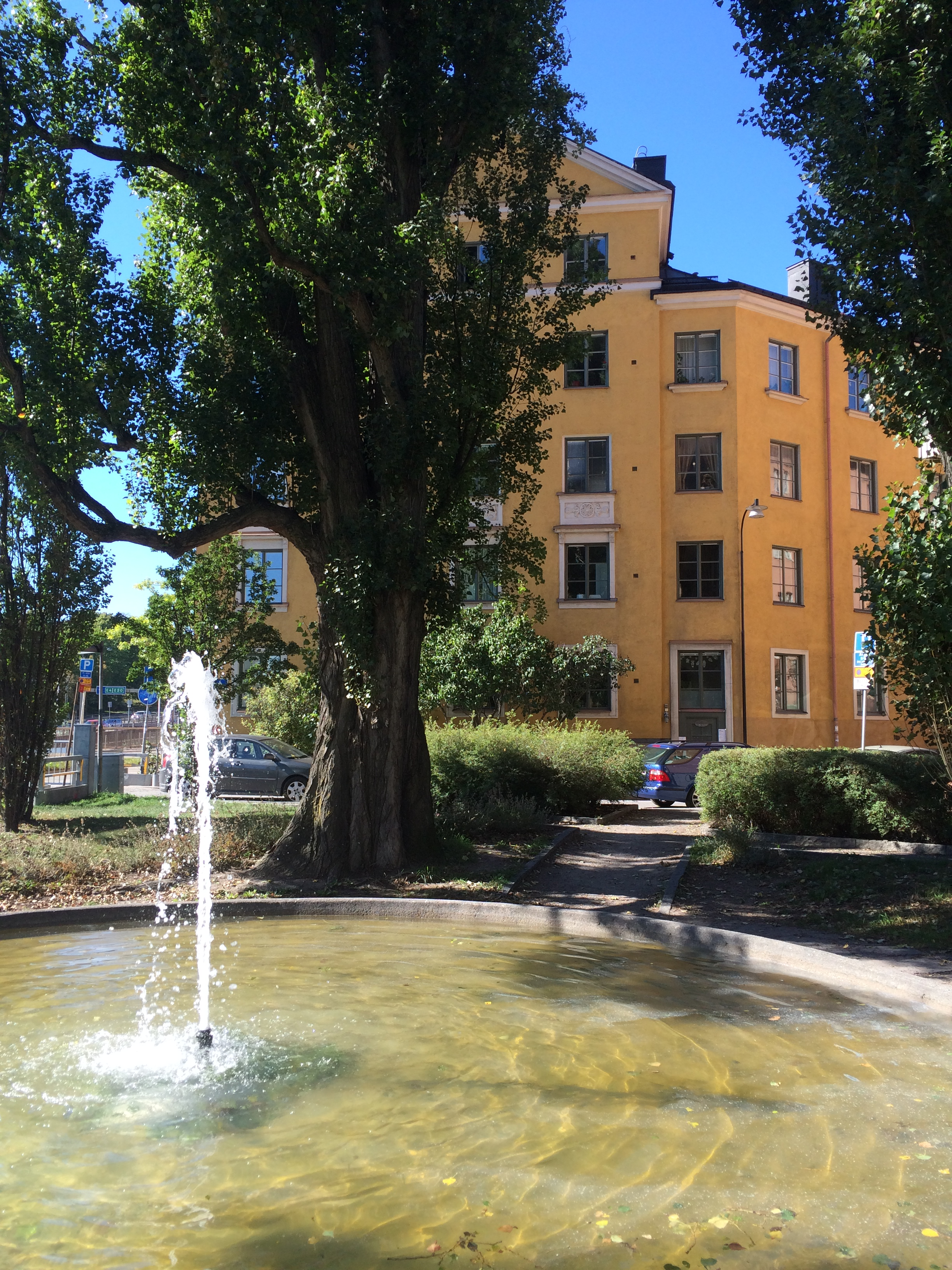
Thorildsplan, Holmia park.

Thorildsplan är ett område, park och en tunnelbanestation inom stadsdelen Kristineberg på nordvästra Kungsholmen i centrala Stockholm, väster om Lindhagensgatan och norr om Drottningsholmsvägen. Namnet Thorildsplan är uppkallat efter författaren Thomas Thorild och även gatorna i bostadsområdet är uppkallade efter kända författare. Geijersvägen, Stiernhielmsvägen och Thorildsvägen fick sina namn redan 1888. Thorildsplan fick sitt namn 1925. Thomas Thorild var under sina år i Stockholm Kungsholmsbo. I sina brev har han berättat hur han uppsöker sina favoritställen "åt Kungsholms-parkerna", varifrån han njuter av utsikten över staden.
Bostadsbebyggelsen kring den egentliga Thorildsplan, som inofficiellt kallas Nya Holmia, är uppförd i en enkel 20-talsklassicism. Arkitekt var Sven Wallander. Parken kantas av tidiga bostadsrättshus som byggdes av HSB på 1920-talet och av Pro Patrias barnbördshus.

## Pro Patrias hus vid Thorildsplan
Pro Patrias barnbördshus med adress Gyllenborgsgatan 7/Thorildsvägen 5 i kvarteret Guldfasanen 6 byggdes 1929. Byggherre var Kungliga Sällskapet Pro Patria och byggmästare var Hugo Ehrlin. Arkitekt till huset var Carl Westman. Barnbördshuset flyttade till det nybyggda huset vid Thorildsplan och togs i bruk den 1 oktober 1930. Barnbördshuset fanns kvar där i den byggnaden för sitt ändamål fram till årsskiftet 1951/52. Förlossningsverksamheten övergick därefter till allmänna och större sjukhusorganisationer. Under barnbördshusets senare tid förändrades verksamheten från att enbart ge vård till kvinnor med låg eller ingen inkomst till att också erbjuda en privat förlossningsvård till kvinnor som betalade för detta. Fastigheten såldes 1980 till staten efter att ha varit uthyrd en längre tid. Avkastningen av det kapital som då skapades har därefter använts till ekonomiskt stöd till barn och ungdomar i Sverige. Huset är idag bostadshus.

## Parken
Parken ligger mellan Creutzgatan, Thorildsvägen, Gyllenborgsgatan och kvarteret Påfågeln samt en mindre del vid Drottningholmsvägen 74. Parken är till största delen 50×20 meter stor, samt en mindre del 20×20 meter. Parken fick sitt namn 1925.  

## Thorildsplans gymnasium
Det stora gula tegelkomplexet strax intill tunnelbanestation, Thorildsplans gymnasium, vid Drottningholmsvägen 82 i Kristineberg, byggdes 1946 som Stockholms högre tekniska läroverk. Arkitekt till skolan var Paul Hedqvist och byggmästare var Nils Nessen. Norr om skolan och med Essingeleden som närmaste granne ligger ett område med smalhus i rött tegel från slutet av 1930-talet.

## Tunnelbanestationen
Vid Thorildsplan ligger en station på Stockholms tunnelbana med samma namn. Den trafikeras av T-bana 1 (gröna linjen) och ligger mellan stationerna Kristineberg och Fridhemsplan. Den togs i bruk den 26 oktober 1952, när T-banan Hötorget–Vällingby invigdes.
Konstnärlig utsmyckning på perrongen av Huck Hultgren: en träsol uppsatt på en betongvägg.